# Binklinge
Binklinge är en gård i Vrena socken, Nyköpings kommun.
Binklinge är beläget i utmarksbygd med ett fåtal fornlämningar, men strax nordväst om gården finns tre stensättningar från äldre järnålder. Binklinge omtalas i dokument första gången 1310 då Lars i Binklinge ("in Bynklingi") var faste vid häradsrätten. Erik i Binklinge bytte 1370 bort en gård i byn till prosten i Oppunda härad. Han bytte 1378 bort gården till Nils i Bjudby, Blacksta socken. Samtidigt fanns ytterligare en gård, som 1370 var sätesgård är Nils djäkn (tre N i sköld), som 1362–1385 omtalas som häradshövding i Oppunda härad. Binklinge omfattar under 1500-talet ett mantal skatte och ett mantal frälse. Frälsejorden som då tillhörde Per Brahe den äldre. Den hade 1464 ärvts av Ture Jönsson (Svarte skåning) från hans bror Sigge Jönsson, och deras far Jöns Nilsson hade 1433 inlöst den sedan den förpantats 1432 av Ragnvald djäkn i Ballersta, Halla socken. Binklinge upptas vid mitten av som en större gård om 1 1/2 mantal skatte.
Gårdsanläggningen består numera av ett tjugotal byggnader. Från riksväg 52 leder en alléväg fram till trädgården som omsluter huvudbyggnaden och flyglarna. Huvudbyggnaden i reveterat timmer härrör från början av 1800-talet men har i omgångar byggts på i omgångar. Den är i två våningar med veranda på framsidan, öppen nedtill men inbyggd på övervåningen. Flyglarna är liksom huvudbyggnaden timrade och reveterade. Till gården har ett flertal arbetarbostäder från slutet av 1800-talet och början av 1900-talet, på östra sidan om vägen ligger ett typiskt hus från 1910-talet. Bland gårdens övriga byggnader märks bland annat en knuttimrad länga, magasin, ladugård och vagnslider.